# هور أبي دبس
هور أبي دبس وهو أحد الأهوار في العراق يقع بين كربلاء وشتافة ويتم تزويده بالمياه من الفرات عن طريق جدول الحسينية. تبلغ مساحته حوالي 650 كيلو متر مربع.